# Trickster (音樂家)
Trickster（原名：Juergen Pichler）是一位奧地利音樂家，現居住英國，以其不拘一格的音樂風格而聞名。

## 音樂生涯
於 2022 年 11 月，歌手 Trickster首次推出單曲《Thank Fuck It's Christmas》，歌曲亦與皇家愛樂樂團合作，反映了當年的緊張和壓力，歌曲中表達對工作的不滿。Guy Chambers (罗比·威廉姆斯作曲家兼製作人) 與喜劇演員Steve Furst 及Trickster 合作填詞。這首歌被視為“最能代表2022 年的聖誕歌曲”，因其歌詞針對了當年的各種問題，包括英國政府的活動、生活成本危機、疫情、超級富豪試圖移居火星。
名為《Praise Be It’s Christmas》的清潔可以接受版本亦已發佈，其中的兩段影片在 YouTube 上瘋傳，觀看次數達到數百萬次。 Phil Griffin （因與艾米·怀恩豪斯, 黛安娜·罗斯, 保罗·麦卡特尼的合作而聞名）執導其中一段影片，另一部由Norbert Blecha (Requiem for Dominic, Wolfsliebe) 在瑞士阿爾卑斯山拍攝。
Trickster 將這兩首歌籌集的資金捐給慈善機構，支援兒童福利和社會飢餓的問題。 在“真正的改變不是開玩笑”的座右銘下，Trickster 和他的團隊向英國的多家食品銀行分發了食物。貝爾法斯特西南部食品銀行位於最貧困的地區之一，透過這次活動獲得了顯著的推動（儘管他們幾乎錯過了它，因為一開始他們認為這是一個惡作劇，因為意想不到的金額直接流向了這個相當不受支持的地區）國家的）。這位歌手透過他童年時期營養不安全的經歷解釋了他對食物營養價值等細節的關注。
在這些音樂影片中，由於動畫隱藏了Trickster 的真實身份，所以引發了人們對他可能是誰的猜測，有些人猜他可能是作詞家Steve Furst， 或與Guy Chambers 之前合作過的某名人，或者是一些過氣的前名人。
在2023 年5 月，Trickster 發行了最新單曲《Still Kicking》，其靈感來自於2017 年他在法國南部倖存的一場車禍，人們認為他的音樂描述是借鑒了90 年代末的另類搖滾、美國風格及電影音景。 該曲目由Guy Chambers、Richard Flack及 Trickster共同 製作。 這次的音樂影片中不再有任何動畫來隱藏這位歌手，除了歌曲背後的故事之外，媒體還報導出更多信息，亦提到他是居住在英國的奧地利人。
在2023 年 11 月，Trickster 發行了《Silent Night vs Santa Claus Is Coming To Town》，這是由聲樂團體 The Swingles 主演的兩首聖誕經典歌曲的合作。 這次，媒體的報導還提到了這位歌手的真名，Juergen Pichler（Trickster 樂隊的主音）。 他已經以多個樂隊和音樂家的製作人（如奧地利樂隊 Hunger）和作曲家（如帕特里克·林德納的“Olé Hola”）而聞名。他還支持慈善工作倡議，例如奧地利的“制止小狗黑手黨”。
2024 年 4 月 23 日（聖喬治節），Trickster 推出了他的英國國歌《天佑國王》版本，該版本與皇家愛樂樂團在阿比路录音室共同錄製。他提到他想創作這個版本來表達他對英國的熱愛。這首歌是外國人為查爾斯國王錄製的第一首歌曲。在製作階段，當他作為直升機副駕駛從葡萄牙返回時，由於技術困難，不得不緊急迫降在西班牙西北部的農場。
2024 年5 月，Trickster 在坎城影展宣布了一部名為《旅行社》（製片人：諾伯特·布萊查）的冒險驚悚片項目，該電影大致根據他的生活故事改編，預算為8500 萬英鎊。他將擔任執行製片人，並親自主演這部電影。他也與蓋伊·錢伯斯合作創作電影配樂。最初，電影中的主要角色被授予傑哈·德巴狄厄，這意味著他在中斷三年後回歸（由他因性侵犯指控被捕決定）。然而，考慮到這次選角很快就引發了爭議，製片人重新考慮了他們的決定並撤回了這一選擇。

## 专辑列表
- 《Thank Fuck It's Christmas》 (單曲, 2022)
- 《Still Kicking》 (單曲, 2023)
- 《"Silent Night" vs "Santa Claus Is Coming To Town"》 (單曲, 2023)
- 《Be Careful What You Wish For》 (單曲, 2024)
- 《God Save the King》 (單曲, 2024)

## 脚注
1. ↑  . The Music.   [2023 年 12 月 8 日]. （原始内容存档于2023-11-16） （英语）.
2. ↑  . 新音乐快递.   [2023 年 12 月 8 日]. （原始内容存档于2023-11-18） （英语）.
3. ↑  . 每日镜报.   [2023 年 12 月 8 日]. （原始内容存档于2023-11-10） （英语）.
4. 1 2  . Free Malaysia Today.   [2023 年 12 月 8 日]. （原始内容存档于2023-11-10） （英语）.
5. 1 2  . Prolific North.   [2023 年 12 月 8 日]. （原始内容存档于2023-11-10） （英语）.
6. ↑  . Burgenländische Volkszeitung.   [2023 年 12 月 8 日]. （原始内容存档于2023-11-15） （德语）.
7. ↑  . UK Fundrising.   [2023 年 12 月 8 日]. （原始内容存档于2023-11-16） （英语）.
8. ↑  . London Daily News.   [2023 年 12 月 8 日]. （原始内容存档于2023-11-16） （英语）.
9. ↑  Lorraine Wylie. . Belfast Telegraph.   [2024 年 6 月 21 日]. （原始内容存档于2024-06-12） （英语）.
10. ↑  . Record of the Day.   [2023 年 12 月 8 日]. （原始内容存档于2023-11-10） （英语）.
11. ↑  . Top40-Charts.   [2023 年 12 月 8 日]. （原始内容存档于2024-01-11） （英语）.
12. ↑  . Classic Pop.   [2023 年 12 月 8 日]. （原始内容存档于2023-12-03） （英语）.
13. ↑  . Wirtschaft.ch.   [2023 年 12 月 8 日]. （原始内容存档于2023-11-14） （英语）.
14. ↑  . Austrian Music Export.   [2024 年 6 月 21 日]. （原始内容存档于2024-05-03） （英语）.
15. ↑  .   [2024 年 6 月 21 日]. （原始内容存档于2024-05-03） （英语）.
16. ↑  . Dutch Charts.   [2024 年 6 月 21 日]. （原始内容存档于2024-05-03） （英语）.
17. ↑  . NEWS.at.   [2024 年 6 月 21 日]. （原始内容存档于2024-05-03） （德语）.
18. ↑  . Retro Pop Magazine.   [2024 年 6 月 21 日]. （原始内容存档于2024-05-03） （英语）.
19. ↑  . Telemariñas.   [2024 年 6 月 21 日]. （原始内容存档于2024-05-03） （西班牙语）.
20. ↑  .   [2024 年 6 月 21 日]. （原始内容存档于2024-06-12） （英语）.
21. ↑  . 太陽報 (英國).   [2024 年 6 月 21 日]. （原始内容存档于2024-06-17） （英语）.